# Doddamarihalli, Bangarapet
Doddamarihalli là một làng thuộc tehsil Bangarapet, huyện Kolar, bang Karnataka, Ấn Độ.